# Maracon
Maracon är en ort och kommun i distriktet Lavaux-Oron i kantonen Vaud, Schweiz. Kommunen har 567 invånare (2023).